# Álvaro Domínguez Soto
Álvaro Domínguez Soto, född 15 maj 1989, är en spansk fotbollsspelare, försvarare, som har spelat för Atlético Madrid och Borussia Mönchengladbach i Bundesliga. I december 2016 valde han att avsluta spelarkarriären på grund av skador.